# Padmanabhaswamy-Tempel

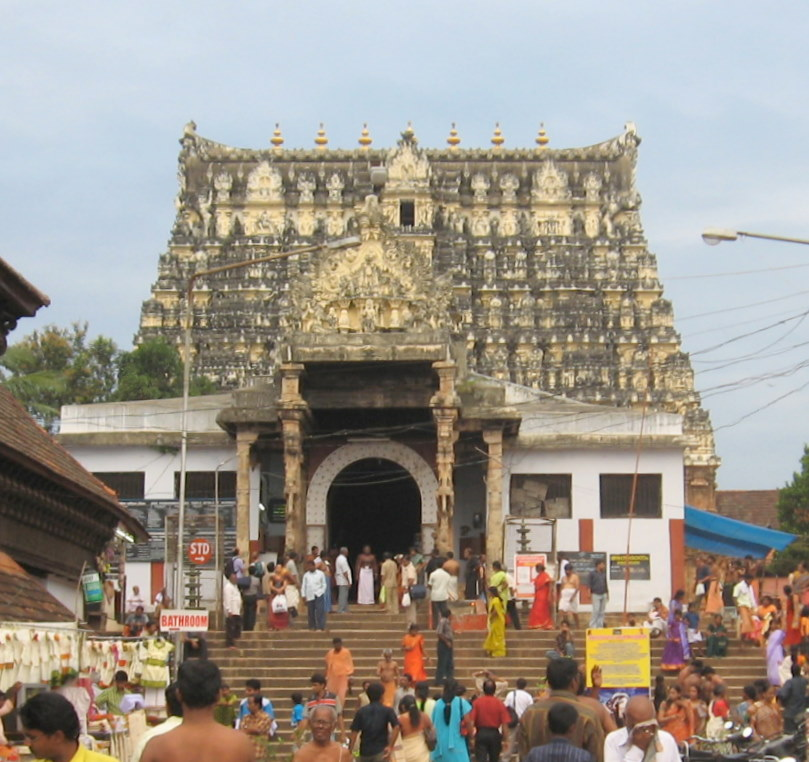
Der Padmanabhaswamy-Tempel

Der Padmanabhaswamy-Tempel ist ein Hindu-Tempel in Thiruvananthapuram (Trivandrum), der Hauptstadt des südindischen Bundesstaats Kerala. Er ist Padmanabha („er mit dem Lotusnabel“), einer Erscheinungsform des Gottes Vishnu, geweiht. Erbaut wurde der Tempel Ende des 18. Jahrhunderts von den in Thiruvananthapuram residierenden Königen von Travancore, die Padmanabha als ihre Familiengottheit verehrten. Der Padmanabhaswamy-Tempel gilt als einer von 108 heiligen Orten (Divya Desams) des südindischen Vishnuismus.

## Beschreibung
Der Padmanabhaswamy-Tempel befindet sich innerhalb des ehemaligen Forts (Fort city) im Südwesten von Thiruvananthapuram. Vor dem Tempel liegt der als Padma Tirtham bekannte Tempelteich. In unmittelbarer Nachbarschaft des Tempels liegt der Puttan-Malika-Palast, die ehemalige Residenz der Herrscher von Travancore. Auffälligstes architektonisches Merkmal des Padmanabhaswamy-Tempels ist das 17 Meter hohe siebenstöckige Gopuram (Torturm) im Dravida-Stil. Im Allerheiligsten (Garbhagriha) befindet sich ein Götterbild, das Vishnu auf der mythischen Schlange Ananta (Shesha) ruhend darstellt. Ebenjener Schlange verdankt Thiruvananthapuram („Heilige Stadt Anantas“) ihren Namen. Der Einlass in den Padmanabhaswamy-Tempel unterliegt wie in Kerala üblich strengen Restriktionen: Männliche Tempelbesucher dürfen den Tempel nur mit freiem Oberkörper und einem Dhoti als Beinkleid betreten. Nicht-Hindus ist der Eintritt gänzlich verboten.

## Schatzfund
Nachdem die Königsfamilie von Travancore, in deren Besitz der Tempel zuvor gewesen war, nicht mehr für den Unterhalt des Heiligtums aufkommen konnte, ordnete das Oberste Gericht in Neu-Delhi 2011 gegen den Widerstand der Königsfamilie die Übergabe des Tempels an den Bundesstaat Kerala an. Bei einer darauf folgenden Inventur wurden am 30. Juni 2011 in seit mindestens 130 Jahren verschlossenen Kellerräumen große Mengen Diamanten, Rubine, Smaragde, 536 Kilogramm Goldmünzen aus dem 18. Jahrhundert sowie zahlreiche Artefakte gefunden. Nach ersten Schätzungen beträgt alleine der Material-Wert über 15 Milliarden Euro. Die indische Regierung hat vorerst zwei Dutzend Polizisten abgestellt, um den Tempel rund um die Uhr bewachen zu lassen. Oommen Chandy, der Chief Minister Keralas, ließ verlauten, dass der Bundesstaat keine Ansprüche auf die Fundstücke erhebe, die nach seiner Meinung Eigentum des Tempels seien. Nach der Bestandsaufnahme und Bestimmung des Gesamtwertes (u. a. wurden zwei weitere Kammern bisher noch nicht geöffnet), was nach Expertenmeinung noch Monate dauern wird, wird das Oberste Gericht von Indien bestimmen, was mit dem Tempelschatz geschehen soll.
Die mehr als 380 größeren und 1.123 kleineren Tempelschätze – „Devaswom“, von sanskrit devasva „Eigentum der Götter“, Tempelbesitz – des ehemaligen Fürstenstaates Travancore, vor allem aber des Haupttempels, des Padmanabhaswamy-Tempels, waren schon beim Anschluss des ehemaligen Fürstenstaates Travancore an die Indische Union vom 1. Juli 1949 Gegenstand von Verhandlungen und Vereinbarungen. Danach bezuschusste der Staat den Tempel mit 600.000 Rupien jährlich; die Verwaltung des Tempelvermögens wurde dabei dem Fürsten belassen, der sich traditionell als „Sklave der Schutzgottheit“ Vishnu bezeichnete, dem nun aber ein Beraterkomitee von drei Hindus zur Seite gestellt wurde, von denen der Maharadscha zwei selbst ernannte; für die anderen Tempel des Landes wurde ein eigener, ebenfalls dreiköpfiger Treuhänderrat (Travancore Devaswom Board) bestellt, bei dem der Fürst das Ernennungsrecht nur für eine Person besaß.

## Bilder

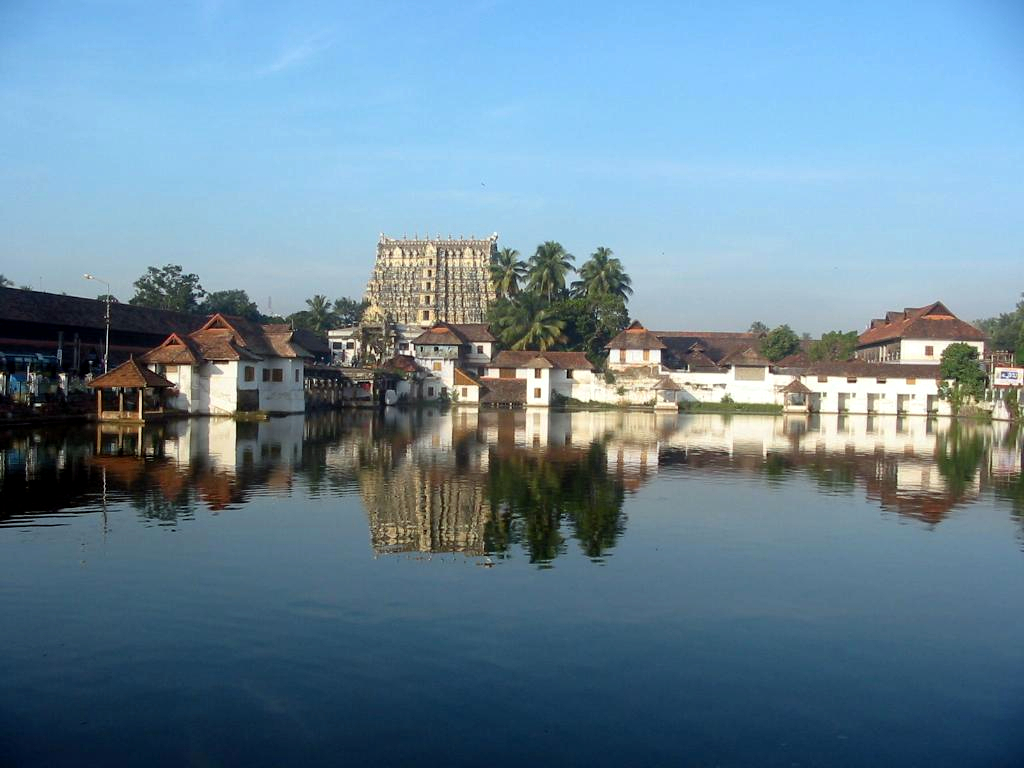
Blick über den Tempelteich
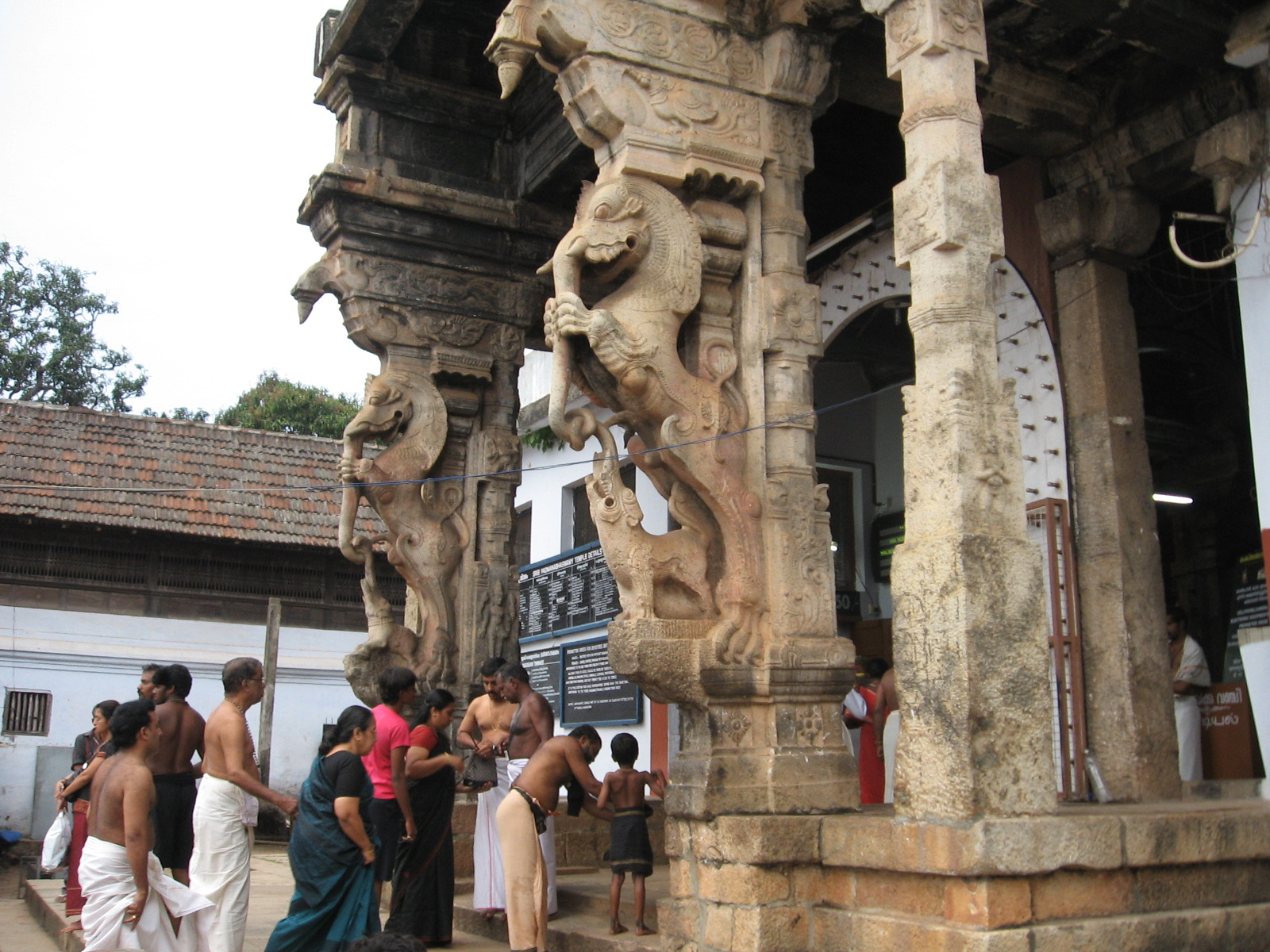
Eingang zum Tempel
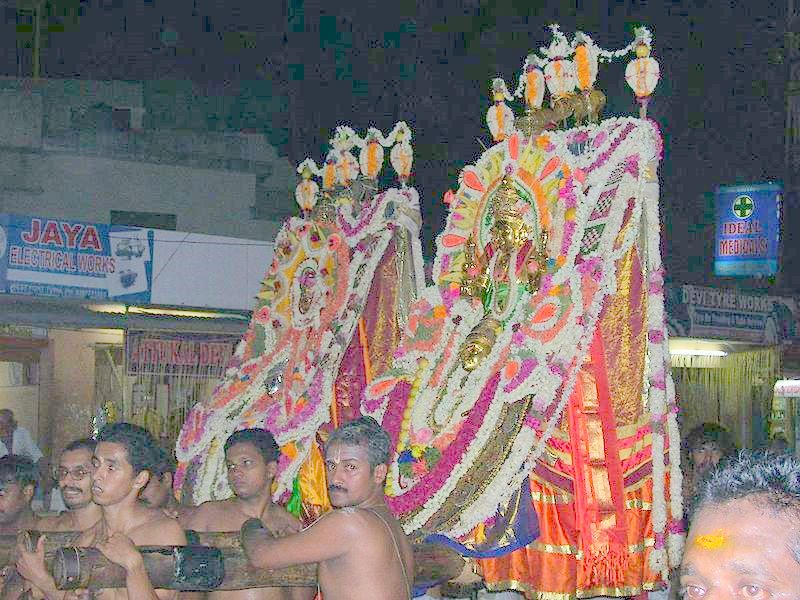
Götterbilder bei einer Prozession